# Île Whitsunday
Pour les articles homonymes, voir Whitsunday.
L'île Whitsunday (en anglais : Whitsunday Island) est la plus grande île de l'archipel des îles Whitsunday, située à une dizaine de kilomètres au large des côtes du Queensland, en Australie, dans la mer de Corail.

## Situation
L'île est célèbre pour sa plage de Whitehaven : la blancheur du sable et les nuances de bleu de son eau limpide en font une image parfaite de carte postale. On peut admirer la crique depuis les hauteurs, sur Hill Inlet. Les bateaux peuvent jeter l'ancre dans la baie protégée de Cid Harbour. Elle abrite nombre d'espèces sauvages, que ce soit dans ses eaux turquoise ou dans ses forêts. Les plus probables d'apercevoir lors d'une visite de l'île sont les varans, serpents, raies et requins de récifs.
L'île Whitsunday est accessible par bateau depuis les ports d'Airlie Beach et de Shute Harbour.

## Histoire
Habitée par le peuple Ngaro pendant 8 000 ans avant la colonisation britannique, l'île reçoit son nom actuel lors du premier voyage de Cook, lorsqu'il navigue les eaux environnantes en juin 1770.

## Galerie

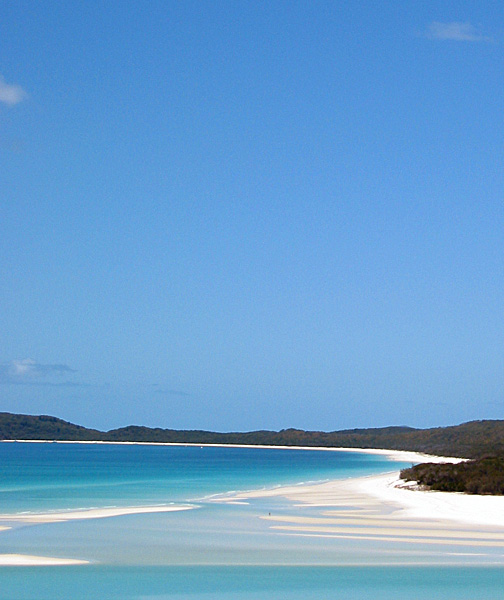
La plage de Whitehaven.
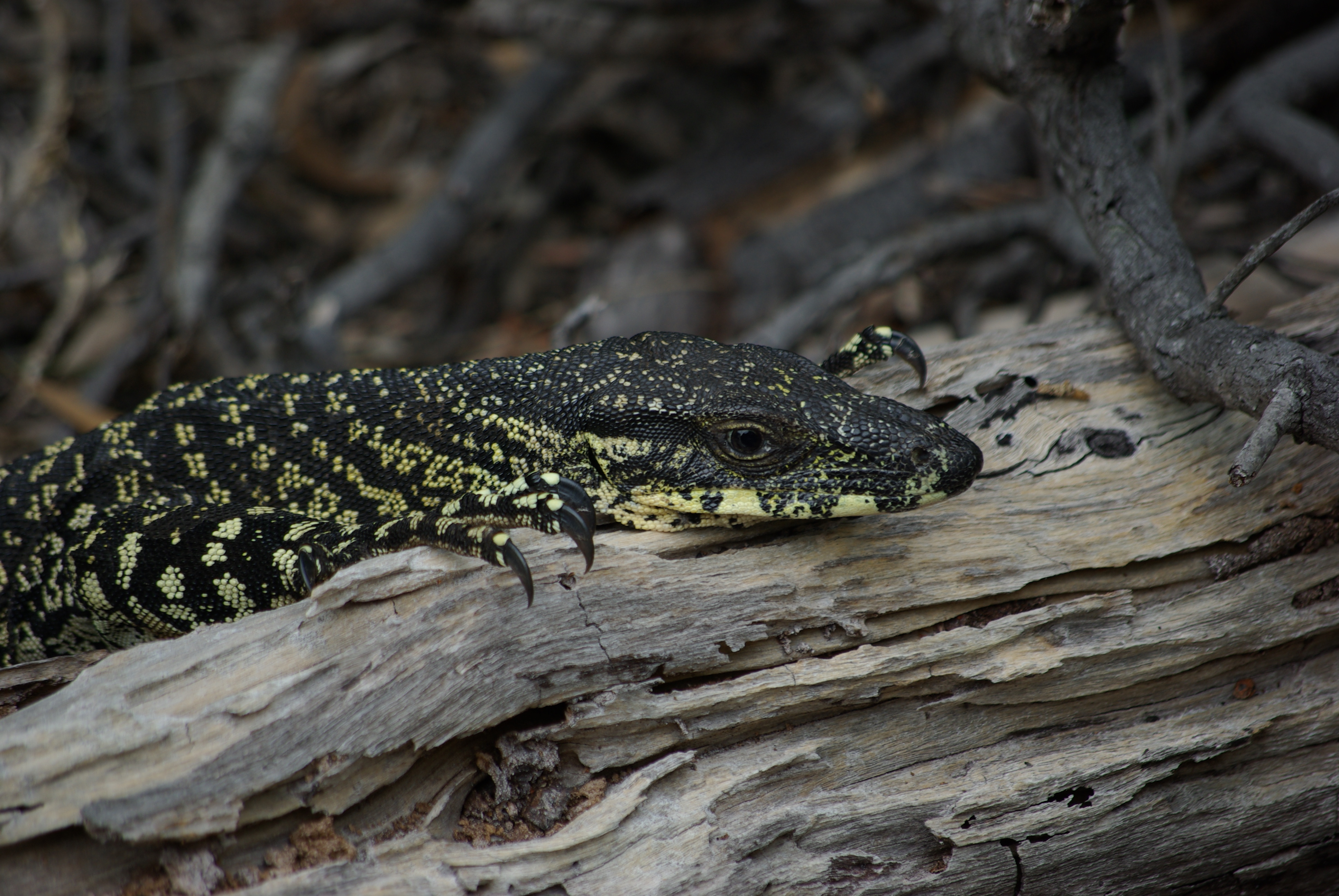
Varanus varius.
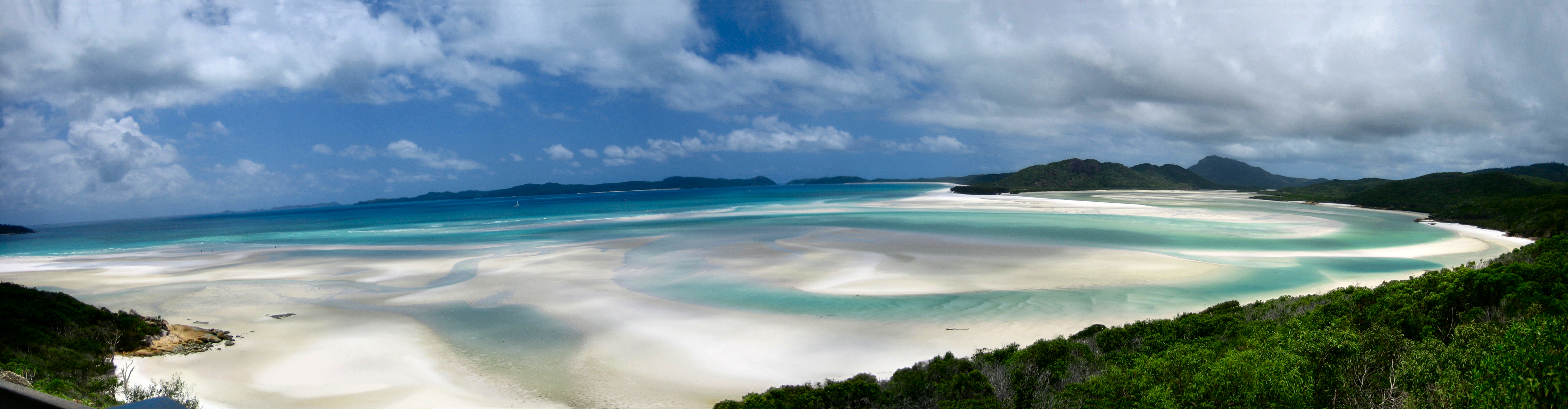
Panoramique de la plage de Whitehaven.
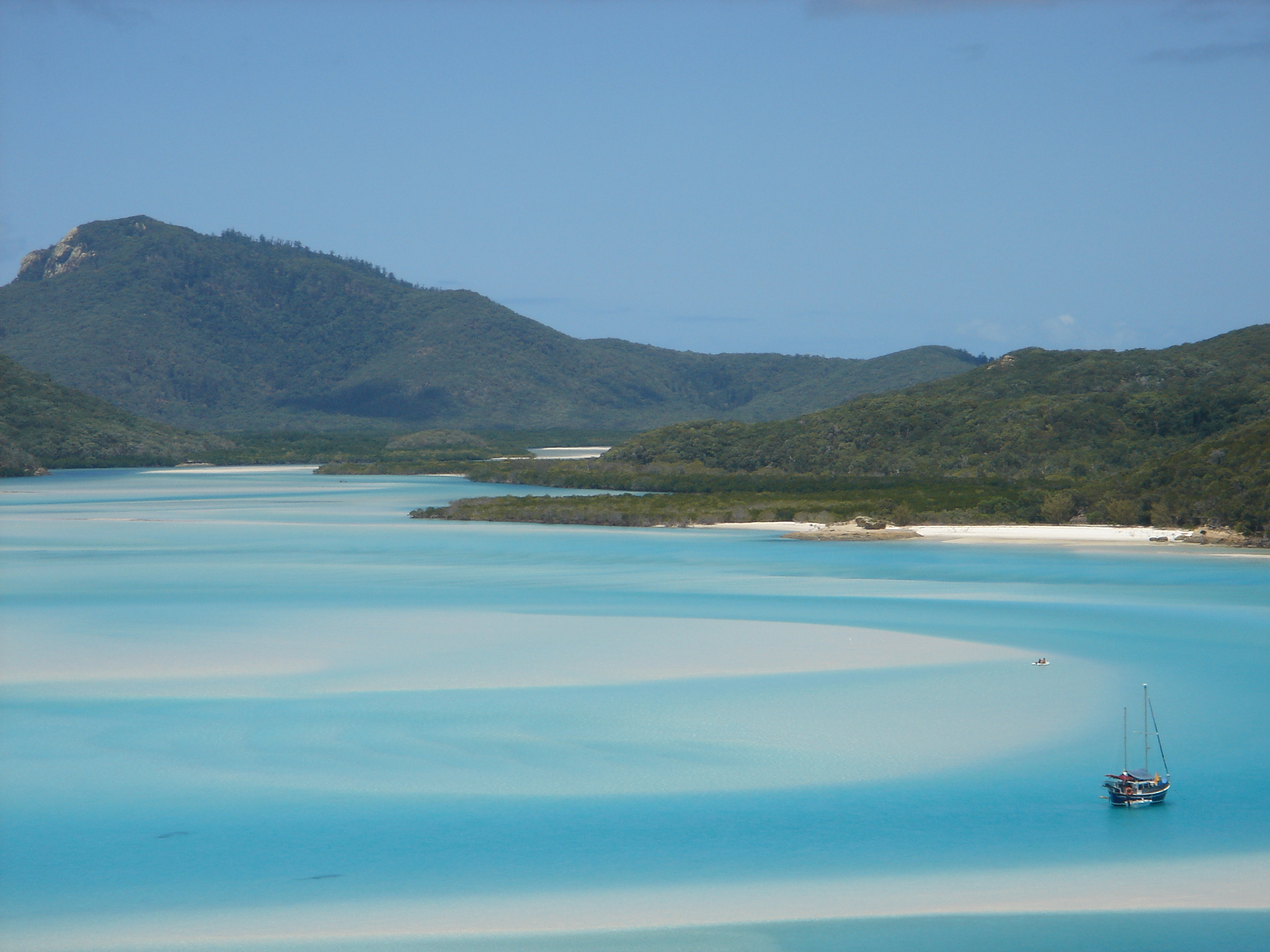
Hill Inlet, au nord de la plage de Whitehaven.